# 581 př. n. l.

## Události
- 1. srpna – císař Suizei se stal 2. císařem Japonska.